# Believe (альбом Disturbed)
Believe — второй студийный альбом американской группы Disturbed, выпущен 17 сентября 2002 года, занял первое место в чарте Billboard 200. В первую неделю альбом продался тиражом в 284,000 копий. Он был сертифицирован дважды платиновым американской ассоциацией звукозаписывающих компаний 23 сентября 2008 года, в тот же день альбом The Sickness был признан четырежды платиновым.
В августе 2001 года тур  Black Sabbath был отменен, а с ним и выступление группы на этом туре. Поэтому после Ozzfest группа запланировала заняться записью следующего альбома. Тем летом дедушка Дэвида, ортодоксальный еврей умирает в Израиле. После того как Дрэймен стал музыкантом, они перестали общаться, хотя ранее у них были хорошие отношения. Внук не успел повидать дедушку, так как был занят гастролями. В том же месяце Дэвид перенес операцию на связках, что даже расширило его голосовой диапазон. К середине апреля по окончании записи в интервью Дэвид отметил, что переоценка собственного еврейского наследия и компромиссы жизни повлияли на его работу как музыканта. Альбом демонстрирует небольшую смену звучания, акцентируя внимание на гитаре и мелодичной сложности. Темы лирики включают беспощадную природу музыкальной индустрии, снисходительное посещение вечеринок, бесперспективные отношения. Обложка альбома показывает символы разных религий.

## Реакция критиков
На сайте Metacritic текущая оценка Believe 62 %, базирующаяся на девяти рецензиях, заявляет, что альбом получил в принципе благоприятные отзывы. Рецензент Allmusic Брэдли Торреано похвалил альбом, заявив, что при помощи Believe Disturbed совершил такой же прорыв, как Soundgarden и Pantera после своих релизов." Он также утверждает, что «уже вне зависимости от темпа и направленности на ударные в прошлом, гитарист Дэн Дониган добился значительных успехов в разнообразии звучания гитары». На сайте CultureDose.net говорится, что «это один из лучших альбомов 2002 года.» Тем не менее, альбом получил критику со стороны журнала Q Magazine, который заявил о группе следующим образом: «их сдвиг в сторону более традиционного хеви-метала эстетически кажется более естественным, чем акт отчаяния».

## Список композиций
(Все песни написаны Дэвидом Дрейманом, Дэном Дониганом, Майком Венгреном и Стивом Кмаком представлены под названием Disturbed)
| №   | Название       | Длительность |
| --- | -------------- | ------------ |
| 1.  | «Prayer»       | 3:41         |
| 2.  | «Liberate»     | 3:29         |
| 3.  | «Awaken»       | 4:29         |
| 4.  | «Believe»      | 4:27         |
| 5.  | «Remember»     | 4:11         |
| 6.  | «Intoxication» | 3:14         |
| 7.  | «Rise»         | 3:57         |
| 8.  | «Mistress»     | 3:46         |
| 9.  | «Breathe»      | 4:21         |
| 10. | «Bound»        | 3:53         |
| 11. | «Devour»       | 3:52         |
| 12. | «Darkness»     | 3:56         |

## Участники записи
- Дэвид Дрейман — вокал
- Дэн Дониган — гитара, клавиши
- Стив Кмак — бас-гитара
- Майк Венгрен — барабаны
- Alison Chesley — виолончель
- Johnny K — продюсер
- Энди Уоллес — mixing
- Howie Weinberg — mastering
- Тони Адамс — drum technician
- Jeffrey Aldrich — A&R
- Mick Haggerty — art direction, design
- Stephen Danelian — фотографии

## Позиции в чартах
Альбом
| Год  | Альбом  | Чарт                   | Позиция |
| ---- | ------- | ---------------------- | ------- |
| 2002 | Believe | Billboard 200          | 1       |
| 2002 | Believe | Top Canadian Albums    | 2       |
| 2002 | Believe | Top Internet Albums    | 1       |
| 2002 | Believe | Top UK Albums          | 41      |
| 2002 | Believe | Top Australian Albums  | 32      |
| 2002 | Believe | Top New Zealand Albums | 1       |

Синглы
| Год  | Песня      | Чарт                   | Позиция |
| ---- | ---------- | ---------------------- | ------- |
| 2002 | «Prayer»   | Mainstream Rock Tracks | 3       |
| 2002 | «Prayer»   | Modern Rock Tracks     | 3       |
| 2002 | «Prayer»   | The Billboard Hot 100  | 58      |
| 2002 | «Prayer»   | Canadian Singles Chart | 14      |
| 2002 | «Prayer»   | UK Singles Chart       | 31      |
| 2002 | «Remember» | Mainstream Rock Tracks | 6       |
| 2002 | «Remember» | Modern Rock Tracks     | 22      |
| 2002 | «Remember» | UK Singles Chart       | 56      |
| 2003 | «Liberate» | Mainstream Rock Tracks | 4       |
| 2003 | «Liberate» | Modern Rock Tracks     | 22      |